# Chagsam-Brücke

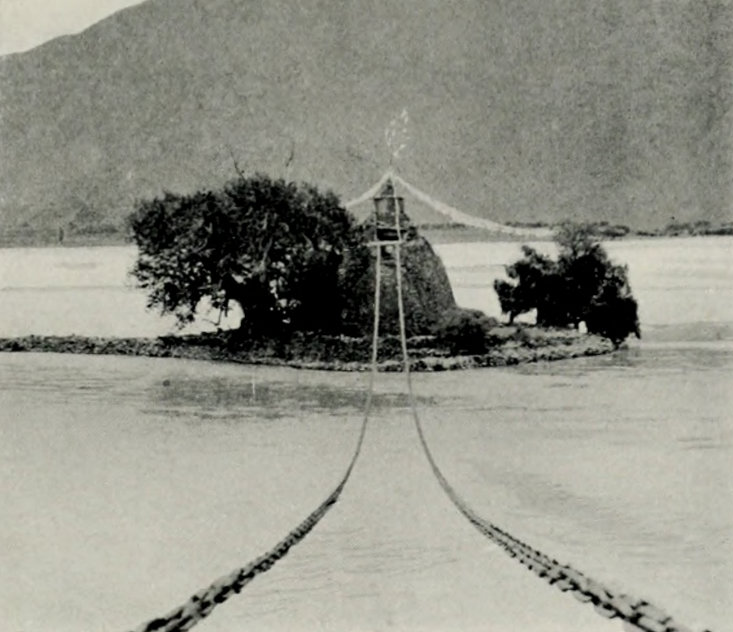
Reste der Chagsam-Brücke 1904

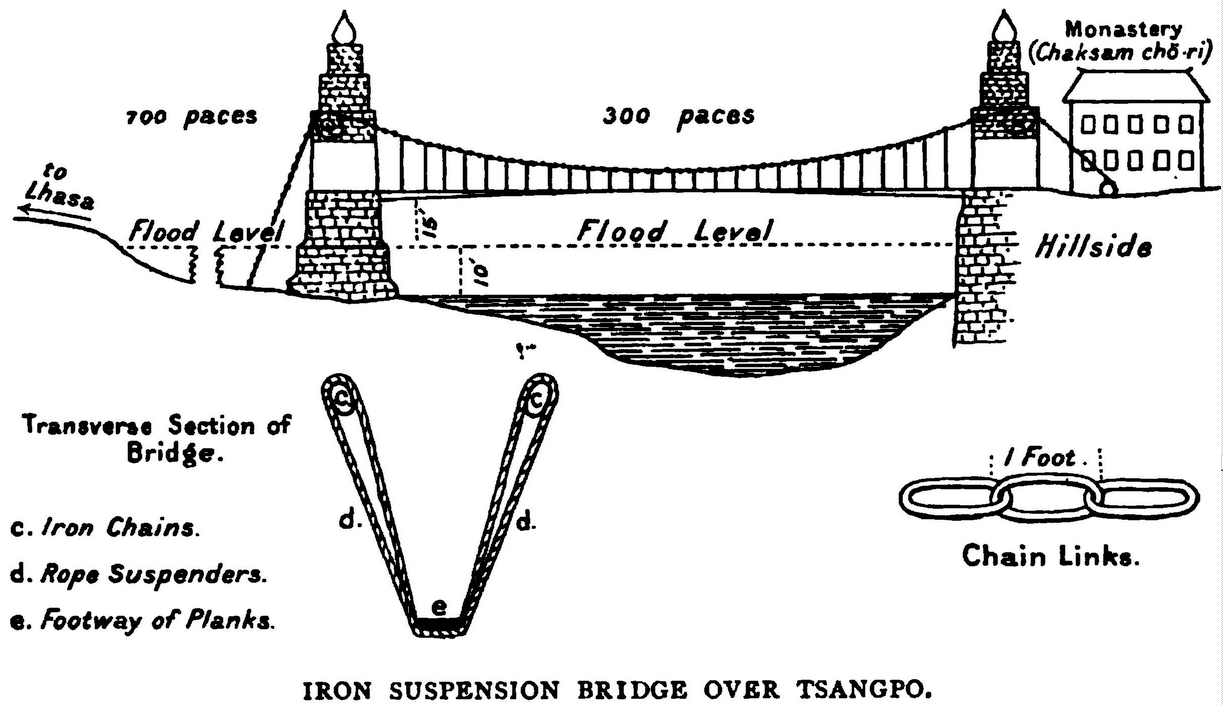
Skizze der Chagsam-Brücke, nach den Angaben des 1878 im britischen Auftrag reisenden Pundit A.K.

Die Chagsam-Brücke (auch Chakzam Bridge, Chushul Chakzam, Chusul Chakzam) war eine Hängebrücke über den Yarlung Zangbo bei Qüxü (Chushul) südwestlich von Lhasa in Tibet.
Sie wurde 1430 von dem tibetischen buddhistischen Philosophen, Lehrer, Arzt, Architekten, Schmied und Brückenbauer Thangtong Gyelpo erbaut und war die größte und bedeutendste der, wie überliefert wurde, acht eisernen Kettenbrücken, die Thangtong Gyelpo über den Yarlung Tsangpo baute.

## Lage
Die Chagsam-Brücke lag kurz oberhalb der Mündung des von Lhasa in den Yarlung Zangbo fließenden Lhasa He, wenige hundert Meter unterhalb der modernen Straßenbrücke und unterhalb der Fähre, die bis zu deren Bau ebenfalls den Yarlung Tsangpo überquerte. Sie lag auf der wichtigen Karawanenroute von Lhasa nach Gyangzê und Samzhubzê sowie auf dem Weg zu den Pässen über den Himalaya nach Nepal, Sikkim und Bhutan.

## Geschichte
Nach einer Legende wurde dem ärmlich gekleideten Thangtong Gyelpo von den um ihre Bezahlung besorgten Fährleuten die Überfahrt verweigert, was ihn so erboste, dass er beschloss, neben der Fähre eine Brücke und oberhalb ihres südlichen Pfeilers ein Kloster zu bauen. Sie wurde nach dem Ort zunächst Chusul Chagsam genannt, später einfach nur noch Chagsam oder Eisenbrücke. Obwohl ihre Benutzung immer kostenlos war, fürchteten einige Reisende den Weg über die heftig schwingende Brücke so sehr, dass sie die auch nicht ungefährliche Überfahrt über den reißenden Fluss vorzogen. Ippolito Desideri hatte im 18. Jahrhundert schon beschrieben, dass die Kettenbrücken nur von Leuten benutzt würden, die in ihrer Not dazu gezwungen waren, der mit gefährlichen Situationen vertraute Nain Singh hatte bei seiner ersten Reise nach Lhasa die Fähre vorgezogen. Der Pundit A.K. alias Kishen Singh hat sie 1878 benutzt, nach seinen Angaben wurde die Skizze gefertigt. Als Waddell 1904 mit dem Britischen Tibetfeldzug unter der Leitung von Francis Younghusband zum Fluss kam, hingen nur noch die eisernen Ketten, wie auf dem Foto ersichtlich, wohl weil der Yarlung Tsangpo einen Nebenarm ausgebildet hatte, der die weitere Benutzung verhinderte. Sie wurde um 1950 von den Chinesen abgerissen.

## Beschreibung

### Hängebrücke
Die Chagsam-Brücke war wohl die erste echte Hängebrücke, bei der – anders als bei einer Seilbrücke – der Weg nicht unmittelbar auf den durchhängenden Ketten befestigt war und somit deren Kurve folgte, sondern mit Seilen aus Yakhaar im Abstand von knapp einem Meter so an den beiden tragenden Eisenketten angehängt war, dass die in die Seilschlaufen eingelegten, etwa dreißig Zentimeter breiten Bretter in einer horizontalen Linie verliefen. Nach der Skizze hatte der Weg kein besonderes Geländer, etwa in Form weiterer, mit den Hängern verknüpfter horizontaler Seile, sondern war seitlich offen. Die Benutzer mussten sich also jeweils von einem der senkrechten Hänger zum nächsten hangeln. Der Weg verlief normalerweise etwa 7,60 m über dem Wasser, bei Flut aber immer noch 4,6 m oberhalb der dann reißenden Strömung. Die Ketten waren an Balken in den beiden gemauerten Pfeilern befestigt und setzten sich als Abspannung fort bis zu einer Befestigung in den Uferfelsen bzw. auf der anderen Seite im Flussboden. Ein Vergleich des Fotos mit der Skizze zeigt, dass diese nur eine schematische Darstellung ist, die Brückenpfeiler waren keine aufragenden Türme, sondern gedrungene, einer Chörten gleichende Strukturen. Am Südufer stand der Pfeiler auf dem felsigen Ufer, der nördliche Pfeiler stand auf einer kleinen Anhebung im Flussbett, das jenseits diese Pfeilers normalerweise trocken war. Erst am Ende des 19. Jahrhunderts scheint der Fluss auch nördlich dieses Pfeilers einen Seitenarm gebildet zu haben, der die Brücke vom Nordufer abschnitt.

### Spannweite
Die Spannweite der Brücke wurde von Waddell, der die genauesten Angaben über die Brücke machte, auf 150 yards = 137 m geschätzt. Die in der Skizze angegebenen 300 Schritte geben dagegen Rätsel auf: die Pundits hatten sich weitgehend gleichbleibende Schrittlängen von 80 cm antrainiert, woraus sich eine Spannweite von 240 m und eine Entfernung zwischen den Ufern von 800 m ergäbe. Bei dem sich aus der Skizze ergebenden Durchhang der Ketten von 1:11,5 erfordert eine solche Spannweite Pfeilerhöhen von 20,9 m über dem Brückendeck bzw. 25,5 m über dem Flusswasser bei Flut, die aber mit dem Foto nicht in Einklang zu bringen sind. Unterstellt man, dass die Schrittlängen sich auf der wackeligen Brücke halbiert haben, kommt man zwar zu einer der Schätzung von Waddell entsprechenden Spannweite, andererseits aber zu einer Breite des Flussbetts, die zumindest mit den heutigen Gegebenheiten nicht in Einklang zu bringen ist. Jedenfalls hatte die Brücke auch mit einer Spannweite von 137 m die mit Abstand größte Spannweite aller damaligen Brücken.

### Ketten
Die Ketten bestanden aus etwa 30 cm langen und 5 bis 8 cm breiten Kettengliedern, die aus rechteckigen Stäben mit einem Querschnitt von ca. 1,0 cm × 2,5 cm geschmiedet wurden. Jede Kette dürfte ein Gewicht von deutlich über 550 kg gehabt haben. Die Kettenglieder mussten also einzeln oder in kurzen Kettenabschnitten zur Baustelle transportiert und dort zusammengeschweißt worden sein, wobei die Frage offenbleibt, wie die Ketten über den Fluss gezogen und gespannt wurden. Auch nach mehr als einem halben Jahrtausend zeigten die Kettenglieder nur geringfügige Abnutzungsspuren und praktisch keine Korrosion.
Nach einer chemischen Analyse eines Kettenstückes aus Bhutan, das wohl ebenfalls von einer der von Thangtong Gyalpo gebauten Brücken stammte, enthielt das Eisen nur 0,2 % Verunreinigungen und hatte einen Kohlenstoffgehalt von nur 0,012 %. Eine Untersuchung des Kettenstückes durch die ETH Zürich ergab, dass das Eisenstück vorwiegend aus α-Eisenkristallen (Ferrit) bestand mit Portionen, die Eisenkarbid (Zementit) enthielten und somit einen höheren Kohlenstoffgehalt hatten. An der Schweißnaht war eine weniger als 1/10 mm dicke Zone mit deutlich härteren Eisenkristallen und mit bis zu 2,6 % Arsen. Arsenhaltiges Eisen schmilzt tiefer als das andere Eisen des Kettenstückes. Die mikroskopische Untersuchung der Naht zeigte deutlich, dass die arsenhaltige Oberfläche geschmolzen war, was bei normalen Feuerschweißnähten von Eisen nicht vorkommt. Es ist nicht bekannt, wie die dünne Arsenschicht auf die zu verschweißenden Flächen aufgebracht wurde. Eine solche Schweißnaht konnte bisher nur bei einem römischen Schwert festgestellt werden, das aus Deutschland stammt und vermutlich im ersten Jahrhundert n. Chr. in Damaskus geschmiedet wurde. Die Schweißnaht beruht auf einer heute unbekannten Technik.